# 吉書
吉書（きっしょ）とは、年始・改元・代始・政始・任始など新規の開始の際に吉日を選んで総覧に供される儀礼的文書のこと。また、吉書を総覧する儀式を吉書奏（きっしょのそう）・吉書始（きっしょはじめ）と呼ぶ。なお、『江家次第』では吉書を「吉事をカキタルフミ（文）ト云事也」（九「吉書条」）と定義している。

## 概要
平安時代には吉書を天皇に奏上する吉書奏（きっしょのそう）という儀式が年始の行事として行われた。これは除目前に行われた吉書の官奏に由来する（『中右記』寛治6年正月17日条）とされ、弁官・外記・蔵人らが吉書を天皇に奏上する儀式で、用いられていた吉書は年料米や不動穀、寺社への祭幣料などかつて律令制のもとで機能していた事項に関するものが多かった。それが官司や皇親・中宮・女院・公卿の政所においてもこれを模倣した吉書奏が行われるようになっていった。
武家政権においても同様に将軍が吉書を総覧して花押を据える儀式が行われ、これを吉書始（きっしょはじめ）と呼ばれた。吉書始の最古の例は『吾妻鏡』元暦元年10月6日条（1184年11月10日）に公文所の新造に合わせて吉書始が行われたことが記されている。その後、年始や将軍代始などに際して政所などから選ばれた奉行（主に執事・執事代クラス）が吉書を作成し、これを将軍が総覧する吉書始めが慣例化した。だが、親王将軍時代以降、次第に年始の吉書始以外は行われなくなった。
なお、中世期以後には吉書奏・吉書始を行う慣例は広く行われ、公武の領主が吉書関連経費を自己の得分から負担する吉書銭（きっしょせん）という慣習があったことも知られている（例:寛元4年高野山領紀伊国阿氐川荘・文亀3年九条家領和泉国日根荘入山田村など）。
室町幕府においては、吉書始が再興され奉行衆（通常は斎藤・飯尾・松田氏）の中から吉書の作成・清書を担当する吉書奉行が設置された。特に毎年1月2日に管領邸に赴く御成始の際に行われた年始の吉書始は大々的に行われ、「神事・農桑・貢賦」に関する3ヶ条に関する吉書が作成されることになっていた。また、将軍の御代始の吉書始は特に判始と呼ばれる独自の儀式として行われるようになった。また、改元が実施された際には、朝廷より将軍・管領の下への改元詔書の到達を受けて、将軍の吉書始と管領の沙汰始が実施されることで初めて武家における新元号の使用が開始されるものとされ、公武両者の齟齬を避けるために武家側での新元号の開始まで公家の室町殿（花の御所）への参上が控えられた。だが、何かの事情で詔書の到着が遅れたり、将軍や管領が病気などによって吉書始や沙汰始が行えない場合には公武の改元の実施に時間差が生じる場合もあった。
その一方、室町幕府の権力強化と反対に権威が低下していった朝廷では吉書奏が行われなくなったことが東山御文庫所蔵『建武年中行事』に朱書された後花園上皇宸筆の「中絶」の2文字から知ることが出来る。もっとも、全ての吉書奏が行われなくなった訳ではなく、今日まで宮中祭祀として行われている奏事始は、伊勢神宮神事に関する吉書奏に由来すると言われている。